# Нелеј
Нелеј (грч. Νηλέας) је у грчкој митологији било име више личности.

## Митологија
1. Био је син бога мора Посејдона и Тире, краљице Јолка. Према неким изворима, њега је дојила кучка, односно вучица и он је „наследио“ њену свирепу природу. Његово име има значење „немилосрдни“.[1] Након смрти његовог поочима, Кретеја, са својим братом, Пелијом, посвађао се око престола. Пелија га је прогнао из домовине, те се одселио у Месенију, на западна обалу Пелопонеза и тамо основао град Пил.[2][3] Са њим су тамо пристигли и Кретејеви уници Меламп и Бијант, као и представници народа Ахађана, Аољана и Фтиотиђана. Роберт Гревс је навео да се Нелеј само сматрао оснивачем Пила, а да је заправо заузео град који је пре тога припадао Лелегијцима, а које је он отерао одатле.[1] Ту се и оженио Амфионовом кћерком Хлоридом са којом је имао кћерку Перо (помиње се и Хирмина[2][1]) и дванаест синова; Периклимена, Таура, Астерија, Пилаона, Дејмаха, Еурибија, Фрасија, Еуримена, Евагору, Аластора, Епилаја, Хромија и Нестора. Такође, са Еуридиком је имао сина Трасимеда.[4] Нестор је срећно живео у Пилу, одгајајући ждребице и дивна говеда, по чему је био чувен, све док није дошао Херакле. Он је затражио од Нестора да га очисти од Ифитовог убиства, али је Нелеј то одбио јер је био пријатељ са Ифитовим оцем. Према другој причи, Херакле је затражио да га Нелеј очисти од убиства своје супруге Мегаре.[5] У сваком случају, љут што га је одбио, Херакле је напао Нелеја и убио му једанаест синова и само је најмлађи, Нестор, избегао смрт. Херакле је при томе чак ранио и Хада, који је прискочио у помоћ Пиљанима. Ово их је толико ослабило, да су након овог сукоба, краљ Аугија и његови Елиђани отимали говеда које су Пиљани поседовали. У рату са њима, ипак није учествовао сада већ остарели Нелеј, већ је команду преузео његов син Нестор[3], али по очевом налогу. У том рату им је помагала богиња Атена и Хомер у „Илијади“ је народ Пила тада описао као Ахајце, мада је Нелејева династија била ајолска.[1] Нелеј је доживео дубоку старост и умро је у Коринту и сахрањен на Истму.[3] Заправо, могуће је да је сахрањен на стратешкој тачки коринтске превлаке, а против урока страних завојевача. У прилог томе говори то да се место његовог гроба чувало у тајности.[1] Далеким потомком Нестора и Нелеја се сматрао и последњи митски краљ Кодар.[2] Према Паусанији, отац и син су заслужни за обнављање Олимпијских игара. Хигин је Нелеја називао Хипоконтовим сином и приписивао му је учешће у походу Аргонаута.[6]
2. Нелеј је био и син атинског краља Кодра. Са својим братом Медонтом се посвађао око престола, па је са другом својом браћом и присталицама, Јонцима, отишао у Малу Азију где је основао град Милет, у чијој близини је подигао жртвеник Посејдону, али и друге јонске градове (Додекаполис). Његов гроб је приказиван у Дидими.[3]